# Desoxirribose
A desoxirribose, também denominada D-Desixirribose ou 2-desoxirribose, é uma aldopentose que contém cinco átomos de carbono incluindo um grupo funcional aldeído. É derivada de uma ribose que sofre a substituição do grupo hidroxila na posição 2 por hidrogênio, resultando na perda de um átomo de oxigênio. A desoxirribose é um açúcar simples pertencente ao grupo das pentoses, fundamental para a estrutura do ácido desoxirribonucleico (DNA). Diferenciando-se da ribose pela ausência de um átomo de oxigênio no carbono 2′, essa modificação confere maior estabilidade ao DNA, tornando-o adequado para armazenar e transmitir a informação genética nos organismos vivos. A desoxirribose compõe o esqueleto açúcar-fosfato do DNA, ligando-se às bases nitrogenadas e aos grupos fosfato para formar a estrutura característica da molécula.

## Estrutura
Quimicamente, a 2-desoxirribose é uma pentose que pode existir em diferentes formas estruturais, variando entre a configuração linear e a cíclica. Em solução aquosa, predomina a forma de anel de cinco membros, conhecida como furanose, composta por quatro átomos de carbono e um átomo de oxigênio no anel, com o quinto carbono situado fora dele. A principal modificação em relação à ribose é a substituição do grupo hidroxila (-OH) do carbono 2’ por um átomo de hidrogênio, mudança que altera a polaridade local e influencia a estabilidade da molécula. Essa característica química é crucial para a manutenção da dupla hélice do DNA, pois reduz a vulnerabilidade da molécula a ataques hidrolíticos e contribui para a integridade das cadeias polinucleotídicas ao longo de milhões de divisões celulares. A desoxirribose forma ligações covalentes com grupos fosfato e bases nitrogenadas, participando da construção do esqueleto açúcar-fosfato que se repete em toda a extensão do DNA e serve de suporte estrutural para a codificação genética. 

## História
Historicamente, a desoxirribose foi identificada em 1929 pelo bioquímico estadunidense Phoebus Levene, durante estudos com nucleotídeos extraídos de tecido de timo animal. Levene já havia descrito anteriormente a ribose e, ao detectar um açúcar semelhante mas com um átomo de oxigênio a menos, reconheceu tratar-se de uma molécula distinta. Essa descoberta foi fundamental para diferenciar quimicamente o DNA do RNA, permitindo que a comunidade científica passasse a compreender que ambos os ácidos nucleicos possuíam açúcares diferentes em suas estruturas. Nos anos seguintes, esse conhecimento contribuiu diretamente para a formulação do modelo da dupla hélice do DNA por James Watson e Francis Crick em 1953, pois ficou evidente que a desoxirribose desempenhava papel central na manutenção da geometria helicoidal e na estabilidade da molécula genética. 

## Funções
A função biológica da desoxirribose está intimamente ligada ao armazenamento e à transmissão da informação genética nos organismos vivos. Ao compor o esqueleto açúcar-fosfato do DNA, ela garante suporte estrutural para as bases nitrogenadas, que são as unidades responsáveis pela codificação das instruções genéticas. O fato de a desoxirribose ser quimicamente mais estável que a ribose é determinante para que o DNA possa atuar como molécula de armazenamento a longo prazo, ao contrário do RNA, que é mais adequado para funções temporárias, como a tradução de proteínas. Além de integrar o DNA, a desoxirribose está presente em nucleotídeos livres que atuam como substratos para a síntese de DNA e desempenham papéis importantes no metabolismo celular. A molécula também é explorada em biotecnologia e pesquisas científicas, sendo parte essencial de técnicas como a reação em cadeia da polimerase (PCR), síntese de primers e desenvolvimento de sequenciamento genético de alta precisão. 